# Rocher de Roquebrune
Le rocher de Roquebrune est une montagne située dans le département du Var en France sur les communes de Roquebrune-sur-Argens et du Muy. Classé d’intérêt national, la montagne, composée de dépôts sédimentaires, culmine à 373 mètres d'altitude.
Autrefois dénommé « rocher des 3 Croix », le site avait une importante valeur religieuse au Moyen Âge et faisait l'objet de pèlerinages.

## Géologie
La formation du Rocher de Roquebrune date de l'ère primaire, du Silurien. Auparavant, l'embouchure de l'Argens était recouverte par la mer. Durant près de 100 millions d'années, une couche épaisse de sédiments se dépose sur le fond, de ce qui est devenu par la suite la plaine de l'Argens. Puis des plissements de terrain entraînent la formation des massifs des Maures et de Tanneron au sein de la chaîne de montagnes hercynienne. 
Plus tard, au Permien, lors du démantèlement tectonique de la chaine hercynienne, des bassins en extension se forment (c'est la dépression permienne bordant les Maures au nord, de Toulon à Fréjus). Parmi ces bassins intra-montagneux, le bassin du Bas Argens, allongé dans le sens est-ouest et s'écartant dans le sens nord-sud, est fortement subsident (plus de 1 000 m de profondeur au niveau du Muy). À sa bordure sud, le long de la faille normale de Roquebrune, des matériaux détritiques grossiers arrachés au socle hercynien des Maures (principalement des blocs du granite de Plan-de-la-Tour) se déposent brutalement sous forme d'un cône alluvial : le futur rocher de Roquebrune.
Il est ainsi constitué de roches sédimentaires grossières, conglomérats et grès, ayant subi un court transport. Sa couleur rougeâtre vient d’une certaine concentration en oxydes de fer : phénomène de rubéfaction dû à un climat de type inter-tropical contrasté, où alternent des saisons chaudes et humides (ce qui permet mise en solution du fer contenu dans les minéraux ferromagnésiens) et des périodes de grande sècheresse (favorables à la fixation des hydroxydes de fer dans les dépôts sédimentaires).
Un ciment siliceux rend le sommet du rocher très résistant à l'érosion, ce qui l'a mis en relief par rapport aux roches plus tendres environnantes, notamment les argiles et grès déposés plus au centre du bassin sédimentaire Permien, c'est-à-dire plus au nord, qui constituent aujourd'hui la vallée du fleuve Argens.
Le rocher est traversé de très nombreuses failles, fissures, et autres grottes. La plus connue d'entre elles est le Saint Trou, nom donné à une faille très étroite qui traverse une paroi du rocher.

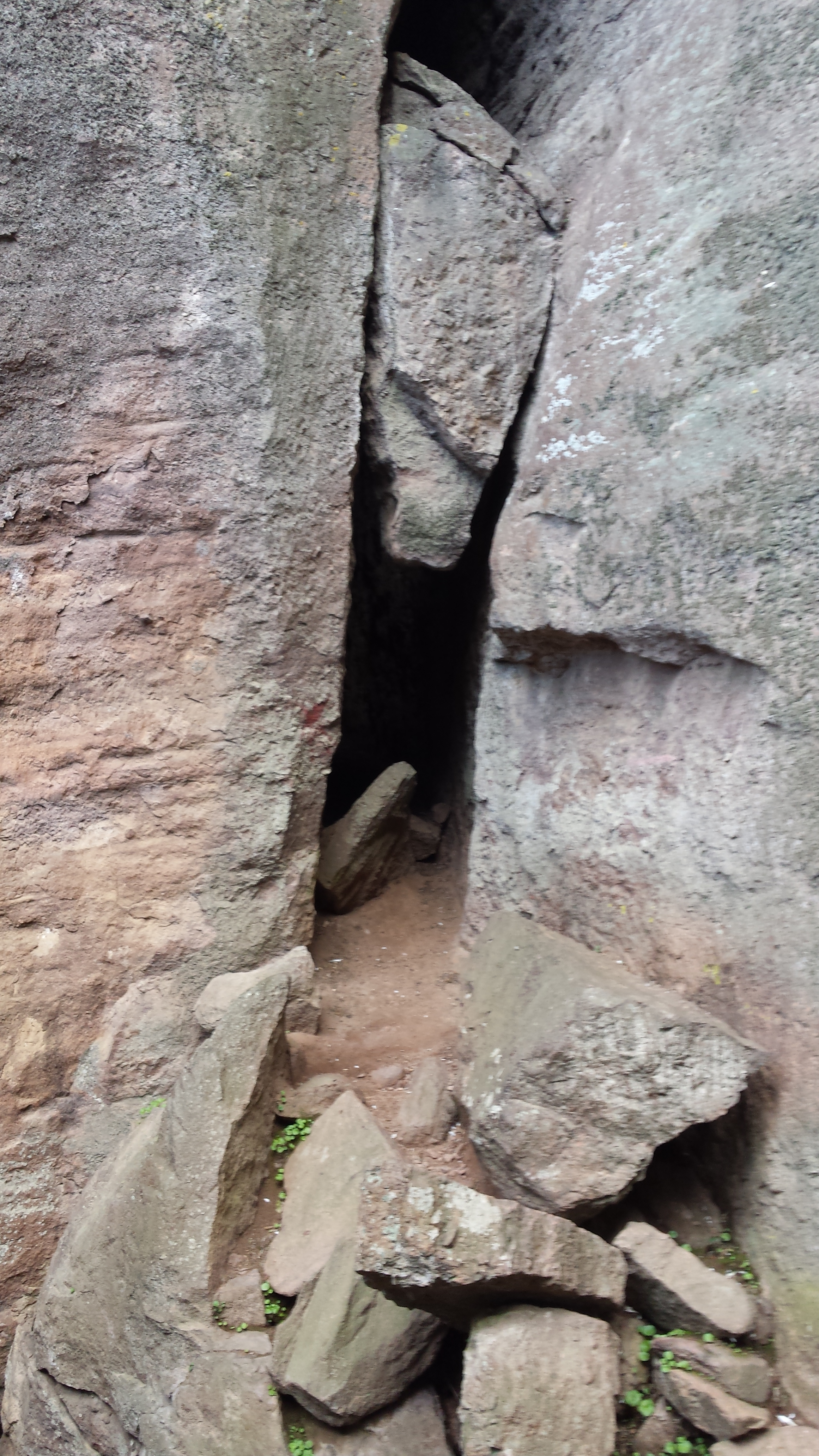
Entrée nord-ouest du Saint-Trou.
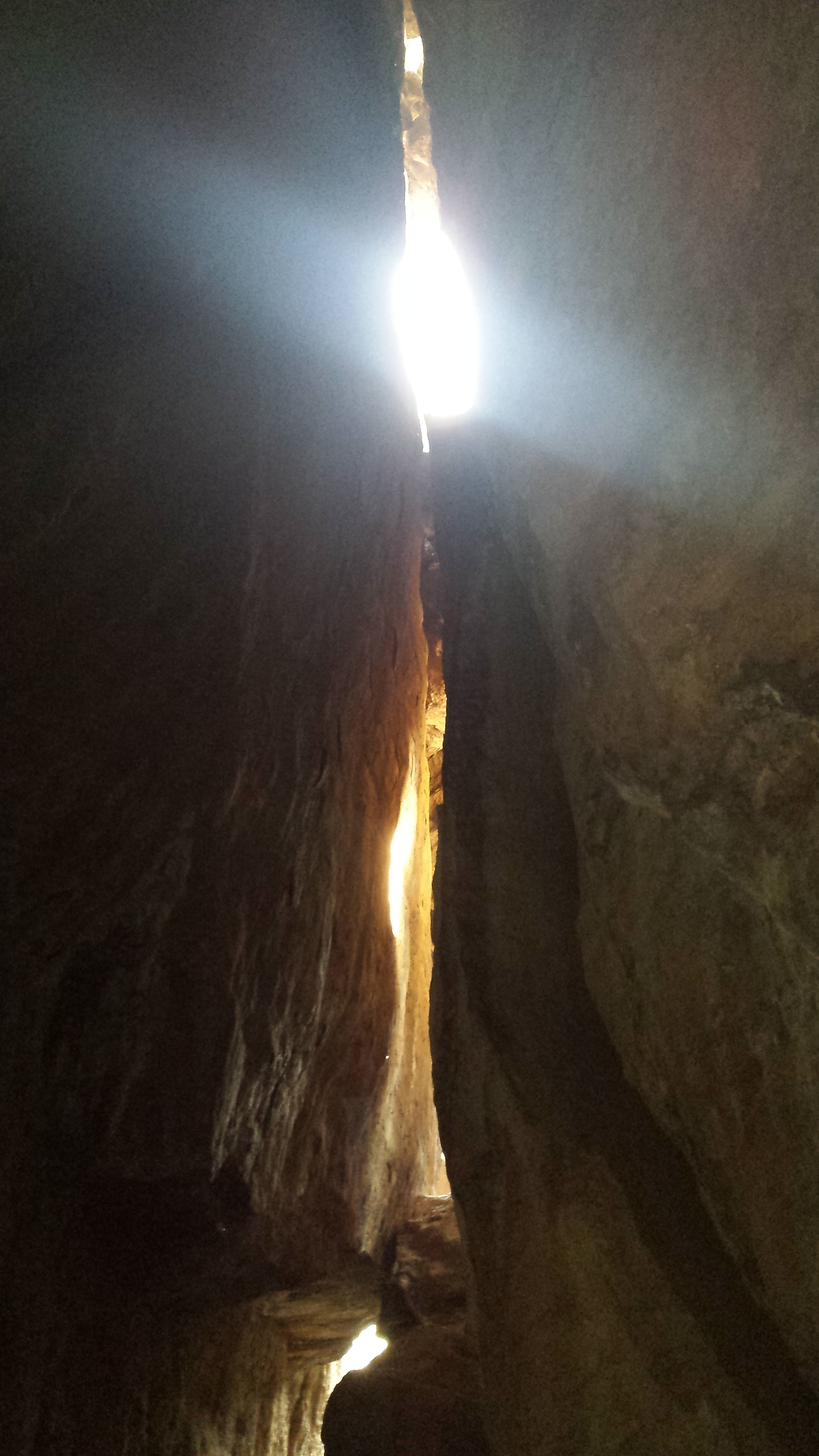
Extrémité sud-est de la faille vue de l'intérieur.

## Patrimoine
Des vestiges mégalithiques et des oppida de l’âge de fer ont été mis au jour. On y trouve aussi les restes de camps retranchés dans leurs enceintes de pierres sèches. D'anciennes traces d'activité humaine sont parfois visibles :  un vieux four à tuiles ou encore d’anciens moulins à huile.
La chapelle Notre-Dame de la Roquette qui fut bâtie au XVIe siècle faisait partie d'un ancien couvent défensif des Trinitaires du XIIe siècle, dont on trouve quelques ruines à proximité.
Autrefois appelée Notre Dame des Spasmes, ou encore Notre Dame des Œufs, c'est un site classé. Elle est fortement dégradée à la suite d'un incendie de forêt en 1962 et à plusieurs dégradations et au vol des tuiles dans les années 1980-1990. Elle a un temps fait  l'objet d'un projet de rénovation avec financement participatif piloté par la Fondation du patrimoine et la commune du Muy. La rénovation n'a jamais pu être commencée, elle est aujourd'hui « gelée » faute de moyens suffisants.
À proximité se trouve également la chapelle Saint-Jean, partiellement troglodytique, bâtie au fond d'une fissure profonde.

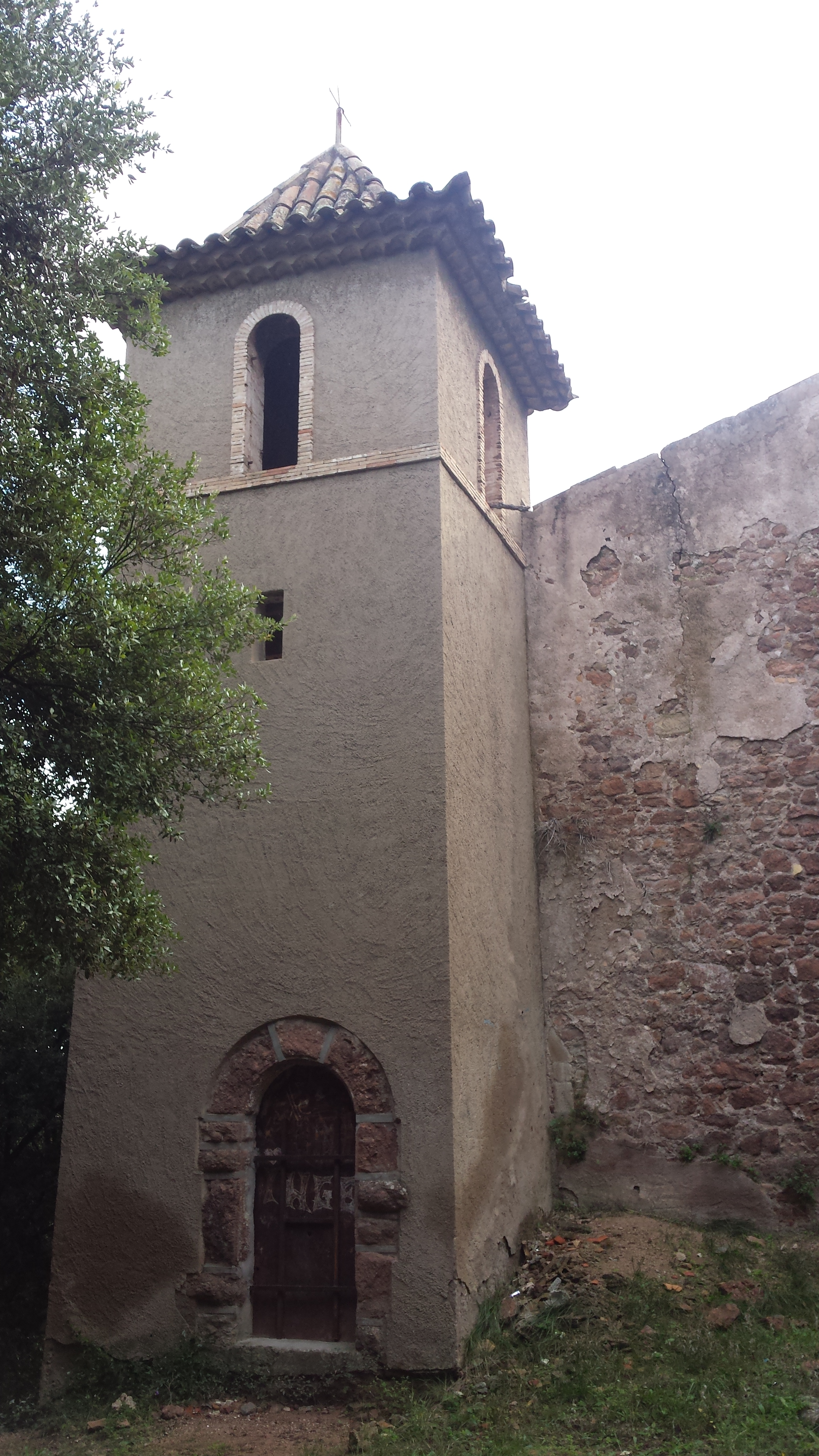
Clocher de Notre-Dame de la Roquette.
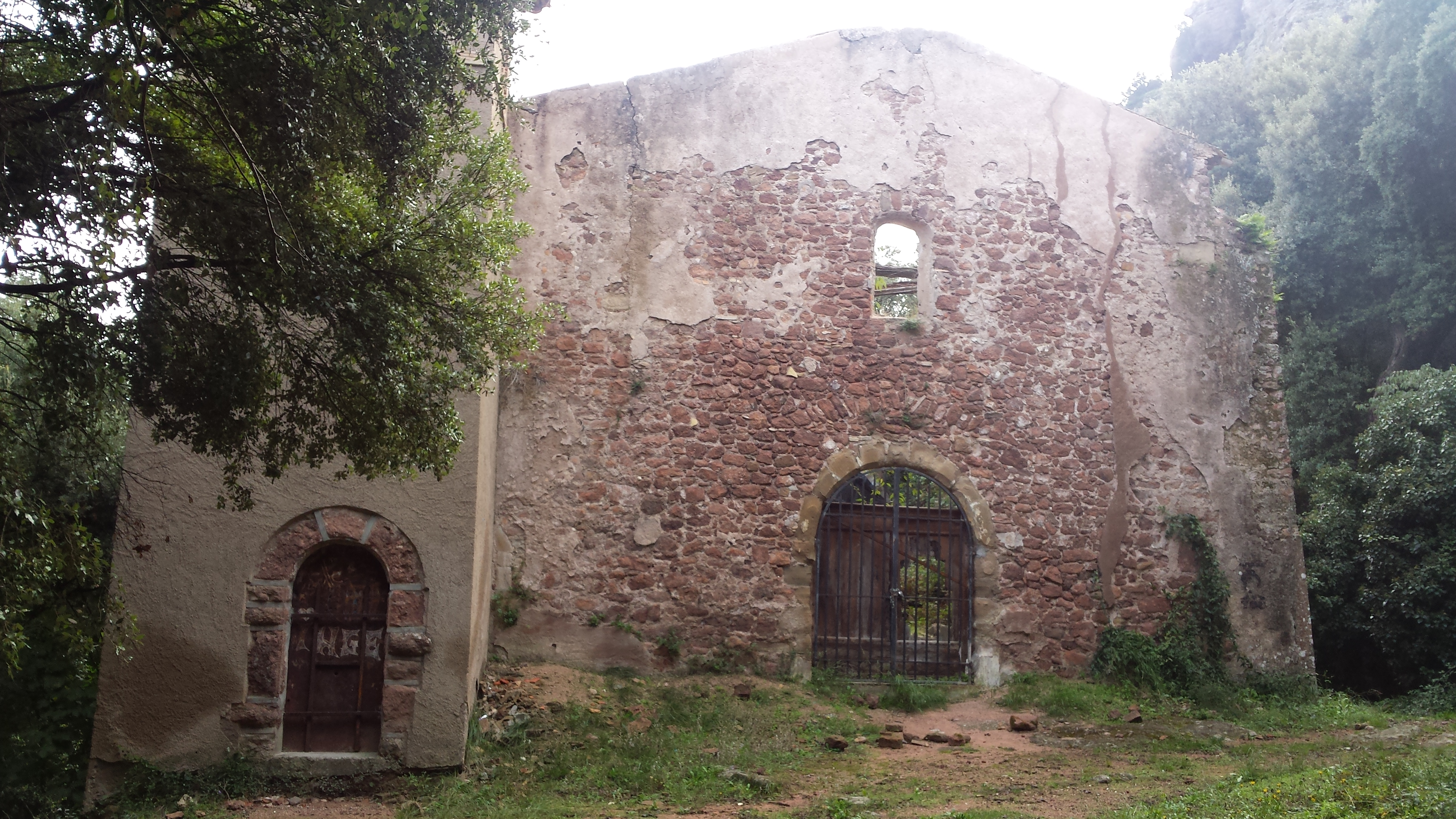
Façade de Notre-Dame de la Roquette.
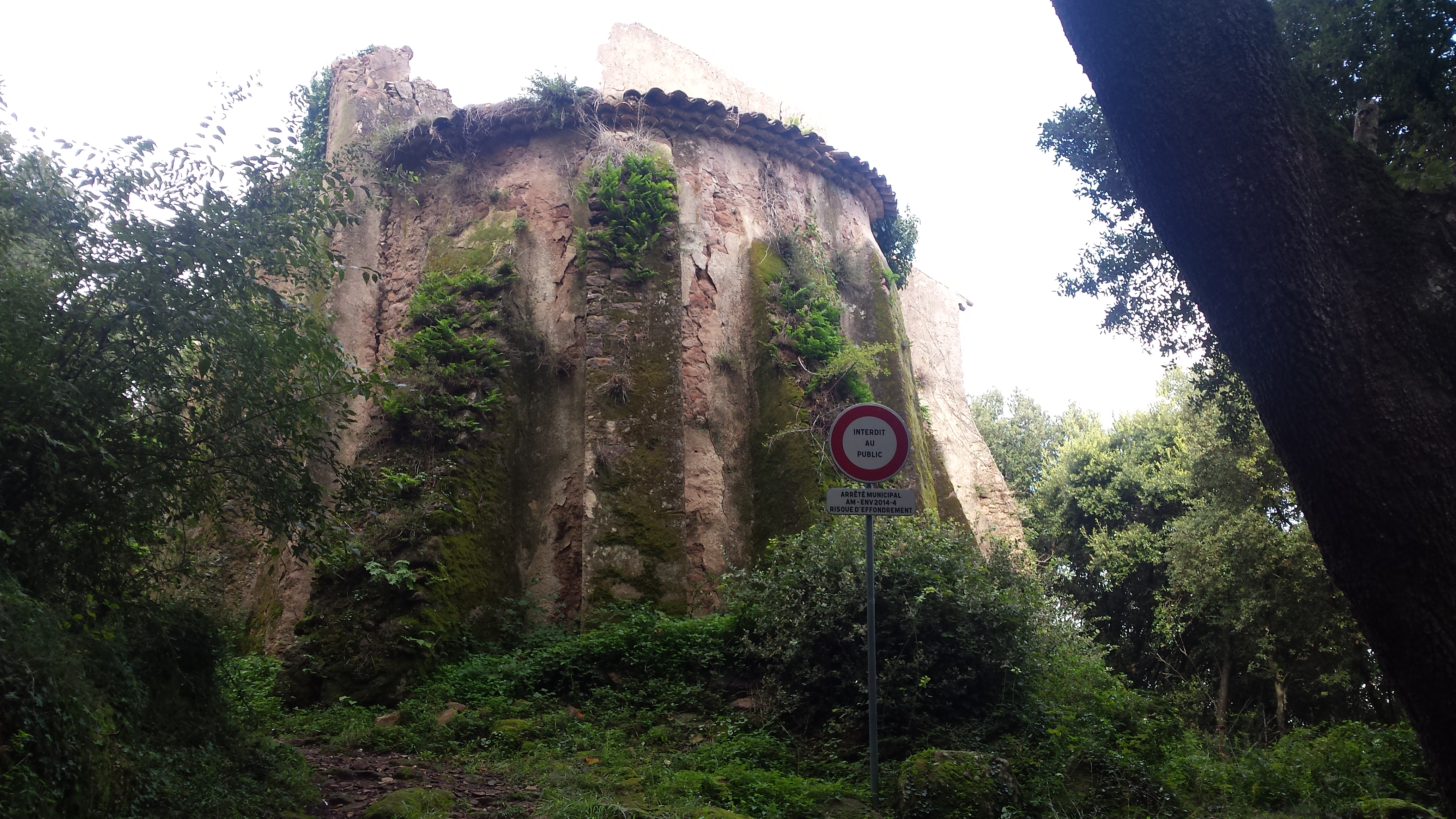
Abside de Notre-Dame de la Roquette.
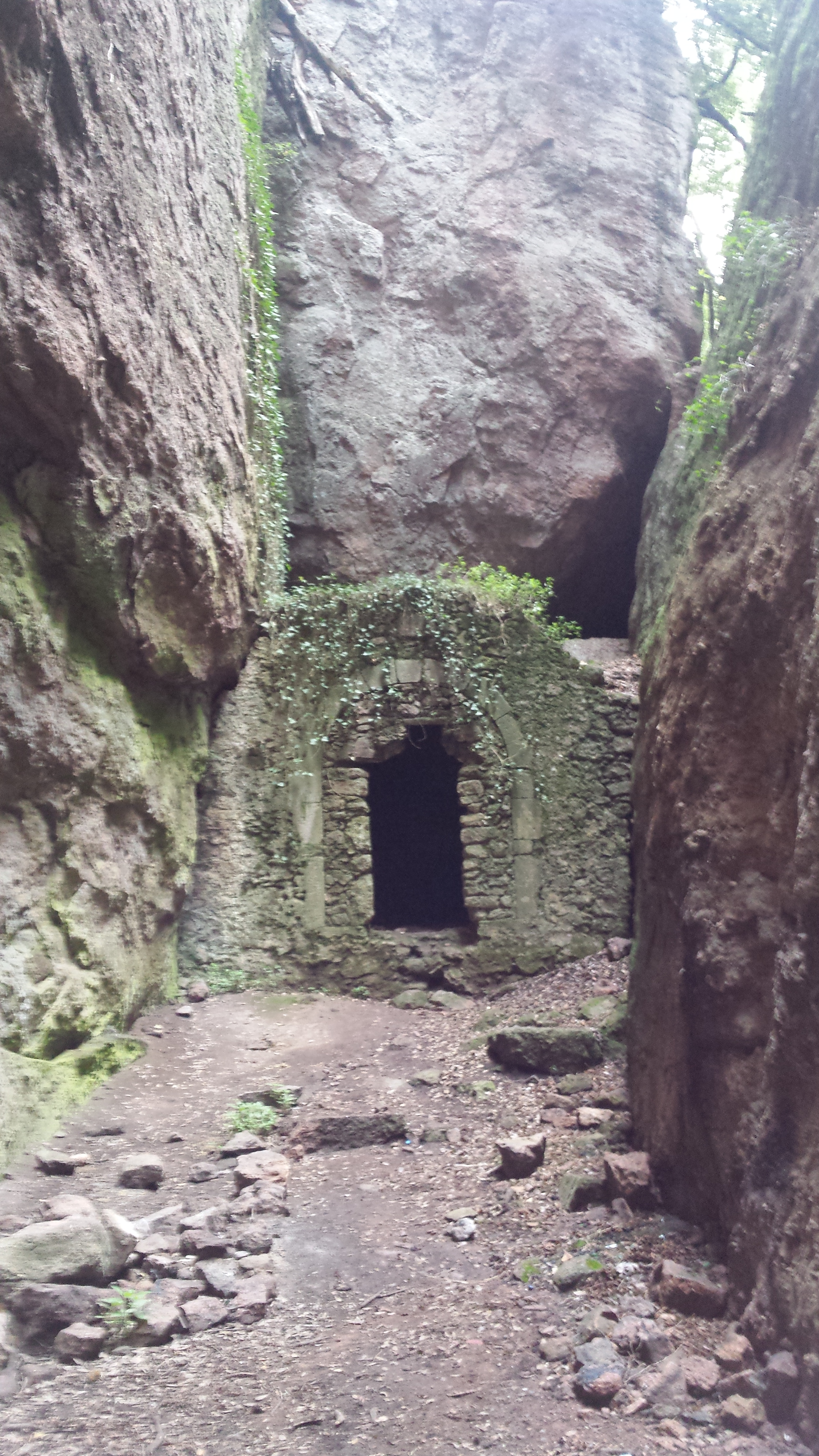
Chapelle Saint-Jean.

## Flore remarquable
Parmi les plantes rares et protégées figurent : 
- la spiranthe d’été (Spiranthes aestivalis), une orchidée qui se rencontre sur des sables humides et ombragés du maquis. Elle pousse plutôt dans la partie nord, en ubac et dans certaines vallées encaissées moins ensoleillées. Cette espèce rare et protégée souffre pourtant de la disparition de ses habitats favorables mais indispensable pour sa croissance. Il est interdit de la cueillir[6] ;
- la doradille du Forez (Asplenium foreziense subsp. billotii) une petite fougère que l'on trouve dans les fentes de rocher et à l'abri de la lumière directe. Il est difficile de la reconnaître en raison du risque de confusion avec d'autres doradiles ;
- la doradille lancéolée (Asplenium obovatum), autre Asplenium : même remarque que pour la doradille du Forez elles occupent le même milieu et sont facilement confondues ;
- la violette de Roquebrune (Viola roccabrunensis) : seule plante endémique du rocher, c'est une pensée identifiée très récemment en 2004. Elle était autrefois confondue avec deux autres espèces de violettes proches Viola kitaibeliana et Viola hymettia. Son aire de répartition est très limitée et elle affectionne les pelouses annuelles de grès et gneiss. Comme toutes les autres plantes protégées sur le rocher, sa cueillette est interdite[7].

## La Femme Morte

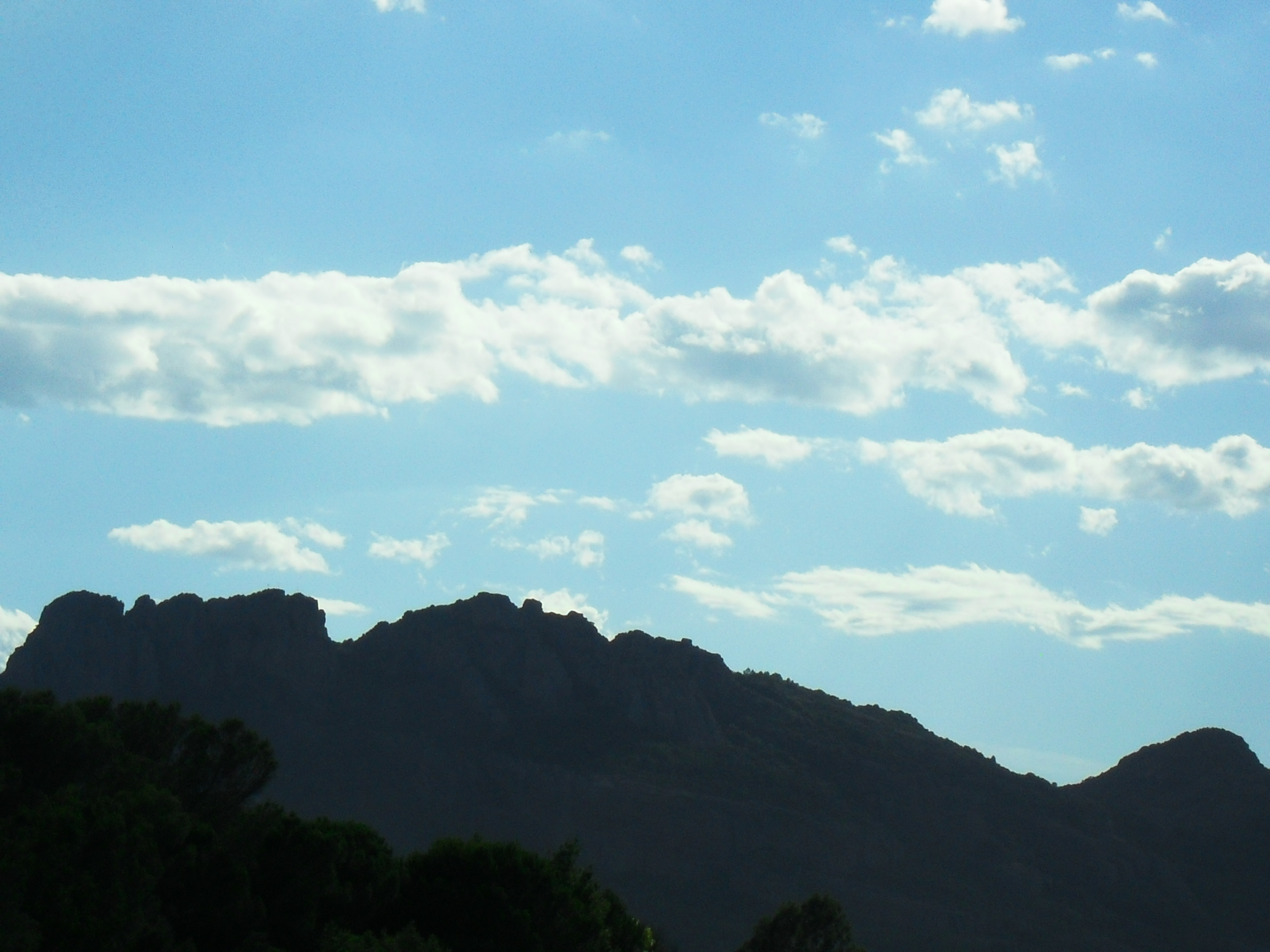
La « Femme Morte » vue depuis l'autoroute A8. La tête est à gauche, la poitrine (avec un téton en son milieu, le torse, les jambes, les pieds (à droite).

La rocher a aussi reçu le surnom de « Femme Morte » ou de « Femme Endormie », car vu du nord de Roquebrune il laisse penser à un profil de femme allongée sur un gisant,.

## Les trois croix
Selon une légende du Moyen Âge, le rocher se déchira en trois failles à l'instant où Jésus Christ mourut sur la croix. Ces failles furent considérées comme un symbole des trois plaies.
Le 11 juillet 1991, en référence à son nom d'origine, trois croix sont érigées au sommet du rocher. Ces sculptures, de formes différentes, sont l'œuvre de Bernar Venet. Elles sont un hommage aux peintres Giotto, Grünewald et Le Greco. Une plaque commémorative en explique la signification.

## Légendes

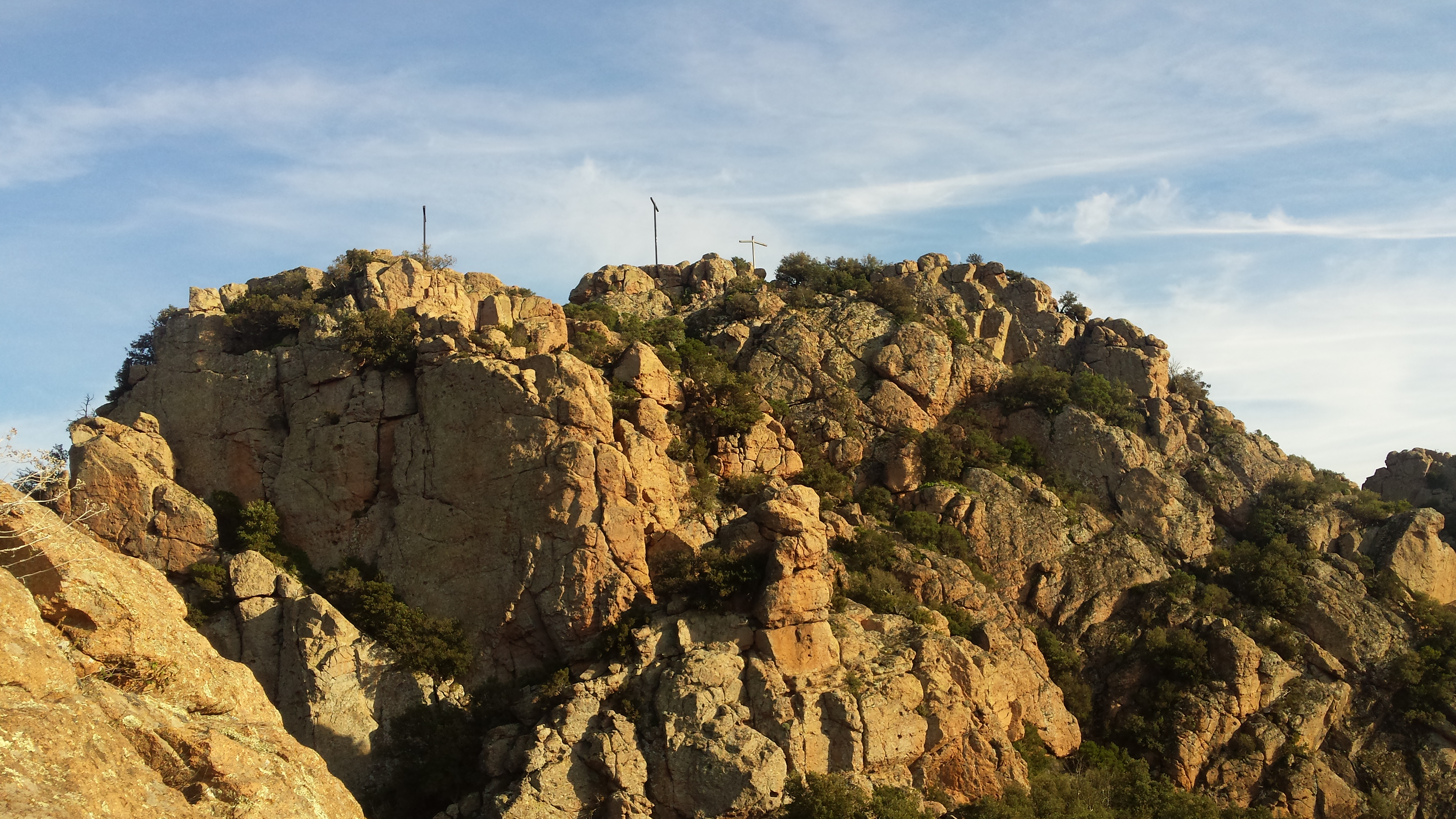
Les trois croix sur le sommet du rocher de Roquebrune.

Plusieurs légendes existent à son sujet, la plus connue évoque une jeune femme pieuse poursuivie par un noble attiré par sa beauté. Bloquée devant une paroi du rocher, elle pria la Vierge de l'aider. Le rocher s'ouvrit alors pour laisser un passage si étroit qu'il permit de laisser passer la jeune femme mais pas le poursuivant. On dit ainsi que seules les âmes pures peuvent traverser le Saint Trou.